# Лешетицкий, Людвиг
Йозеф Людвиг Лешетицкий (нем. Josef Ludwig Leschetitzky; 22 сентября 1886, Вена — 7 мая 1951, Линц) — австрийский дирижёр и композитор. Двоюродный племянник Теодора Лешетицкого, сын его двоюродного брата Йозефа Адальберта Лешетицкого (1841—1925), инженера-теплотехника.
Окончил коммерческое училище в Вене, в 1904—1910 гг. работал банковским служащим в Триесте. Одновременно с 1906 г. учился в Триестской консерватории у Антонио Иллерсберга; в дальнейшем также занимался хоровым дирижированием в Вене под руководством Ойгена Томаса.
В 1910—1911 гг. хормейстер в городском театре Ольмюца, затем в 1911—1913 гг. дирижировал хором и оркестром в городском театре Габлонца. В 1914—1915 гг. в Клагенфурте, в 1915—1919 гг. в Позене, в 1919—1920 гг. в Бамберге. В 1920—1925 гг. дирижёр Хемницкой оперы, в 1925—1926 гг. дворцового театра в резиденции Шёнбрунн. В 1926—1927 гг. в Кёнигсбергской опере, в 1927—1930 гг. в Брауншвейгском земельном театре, в 1930—1932 гг. в Любекской опере, в 1932—1933 гг. первый капельмейстер Кёнигсбергского радио. Затем долгое время работал в Хемнице, в 1936—1946 гг. генеральмузикдиректор. С 1947 г. до конца жизни дирижёр земельного театра в Линце, вёл также классы оркестрового и хорового дирижирования в Брукнеровской консерватории.
Написал оперу «Жемчужина Арастана» (нем. Die Perle von Arasthan; 1909), зингшпиль-сказку «Карлик Нос» (нем. Zwerg Nase, по одноимённой сказке Вильгельма Гауфа), симфоническую поэму «Пир в Сульхауге» (нем. Das Fest auf Solhaug, по одноимённой пьесе Генрика Ибсена), ряд камерных и вокальных сочинений. В 1909 г. удостоен Австрийской государственной премии.